# 数字第一媒体
MNG企业公司（MNG Enterprises, Inc.），以数字第一媒体（Digital First Media）和媒体新闻集团（MediaNews Group）的名义开展业务，是一家總部位于美國科罗拉多州丹佛市的报纸出版商，成立於1985年，它由Alden Global Capital所拥有。1987年收購丹佛郵報，截至2021年，該出版商在美國12个州经营56份日报。按订户总数计算，数字第一媒体成为美国第二大报纸集团，它仅次于 甘尼特。